# Подстепка
Подстепка — река в России, рукав Ахтубы, протекает в Ахтубинском районе Астраханской области.

## География
Подстепка ответвляется от Ахтубы на восток (дальше от Волги) ниже Знаменска. Отделяет дельту Волги (междуречье Волги и Ахтубы) от степи, по краю которой проложена железная дорога Волгоград — Астрахань. На правом берегу расположены населённые пункты Пологое Займище и Дмитриевка. Вновь соединяется с основным руслом Ахтубы выше села Покровка, в 376 км выше устья Ахтубы. Длина реки составляет 25 км.

## Данные водного реестра
По данным государственного водного реестра России относится к Нижневолжскому бассейновому округу, водохозяйственный участок реки — Волга от водомерного поста Светлый Яр до водомерного поста Верхнее Лебяжье. Речной бассейн реки — Волга от верхнего Куйбышевского водохранилища до впадения в Каспий.
Код объекта в государственном водном реестре — 11010002412112100011492.